# Wilhelm Burmann
Wilhelm Burmann (* 3. April 1939 in Oberhausen; † 30. März 2020 in New York City) war ein deutscher Balletttänzer, Ballettmeister und Ballettpädagoge.

## Leben
Wilhelm Burmann wuchs auf einem Bauernhof nahe Oberhausen auf. Im Alter von 15 Jahren begann er mit dem Tanzen. Er konnte sich in Deutschland als Tänzer etablieren; so tanzte er unter anderem für das Ballett Frankfurt, das Stuttgarter Ballett und das Grand Théâtre de Genève. Nachdem er in die USA ausgewandert war, tanzte er noch für das New York City Ballet, New Jersey Ballet und das Pennsylvania Ballet, bevor er 1977 seine aktive Tanzkarriere beendete.
Als Ballettmeister war er unter anderem für das The Washington Ballet und Ballet du Nord tätig. Von 1984 bis zu seinem Tod im Jahr 2020 war er als Ballettpädagoge an unterschiedlichen Tanzschulen, darunter Harkness Ballet und der Melissa Hayden School of Ballet tätig. Zu seinen bekanntesten Schülern zählen die Tänzer Alessandra Ferri, Julio Bocca, Maria Kowroski, Wendy Whelan, Alexandra Ansanelli, Ángel Corella  und Michele Wiles.
Burmann war jahrelang bis zu dessen durch einen Hirntumor verursachten Tod 1990 mit dem kubanischen Balletttänzer Alfonso Catá liiert. Am 30. März 2020 starb Burmann im Alter von 80 Jahren während der COVID-19-Pandemie in den Vereinigten Staaten an Nierenversagen – im Zusammenhang mit einer SARS-CoV-2-Infektion – im Mount Sinai West Hospital. Er litt seit Jahren an Vorerkrankungen.